# Ruzdwiany (obwód iwanofrankiwski)
Ruzdwiany (ukr. Різдвяни) – wieś na Ukrainie, w  obwodzie iwanofrankiwskim, w rejonie halickim.